# Регламент про перевезення відходів
Регла́мент про переве́зення відхо́дів, скорочено EVOA, (Регламент (ЄС) № 2024/1157) — нормативно-правовий акт Європейського Союзу, який регулює транскордонне перевезення відходів. Цей Регламент встановлює заходи для захисту навколишнього середовища та здоров’я людини, а також для сприяння кліматичній нейтральності та досягненню циклічної економіки та нульового забруднення шляхом запобігання або зменшення негативного впливу, який може виникнути внаслідок перевезення відходів та поводження з відходами на місці призначення. Він встановлює процедури та режими контролю за перевезенням відходів залежно від походження, місця призначення та маршруту перевезення, типу відходів і виду поводження з відходами в місці їхнього призначення.
Попередній регламент № 1013/2006 було створено на виконання глобально застосовної Базельської конвенції та угод в рамках Організації економічного співробітництва та розвитку (ОЕСР).
Відповідно до сходів Лансінка ОЕСР (а також нормативних актів) розрізняє відходи, призначені для переробки, і відходи, призначені для утилізації. Відходи, призначені для відновлення, поділяються на зелений і бурштиновий списки, так звані Q-списки. Зелений список містить двобуквений код, що починається з G (зелений); помаранчевий список містить код, що починається з A (бурштиновий). Останній містить відходи з підвищеним ризиком для довкілля, які складніше переробляти.
Транскордонні перевезення вимагають дозволу на всі відходи, призначені для утилізації, ті, що входять до бурштинового списку, і всі, що не входять до списку для видобутку.
Під час транспортування відходи із зеленого списку повинні супроводжуватися документом, як зазначено у статті 18 регламенту.
До імпорту в ЄС та експорту з ЄС застосовуються різні правила.

## Зауваження
Крім згаданих вище списків, які використовуються (лише) для транскордонних перевезень, існує також Європейський каталог відходів (EWC). Метою цього каталогу є гармонізація термінології для матеріалів та об’єктів у межах ЄС. Він складається з 20 розділів, пронумерованих від 01 до 20. У цьому переліку небезпечні відходи позначені зірочкою (*) (замість колишнього переліку кодів H).